# استراتفورد، جزیره پرنس ادوارد
استراتفورد (به انگلیسی: Stratford) یک منطقهٔ مسکونی در کانادا است که در ناحیه کوینز واقع شده‌است. استراتفورد ۸٬۵۷۴ نفر جمعیت دارد.